# Гилбърт Готфрид
Гилбърт Готфрид (на английски: Gilbert Gottfried) e американски комик, актьор и озвучаващ артист от еврейски и албански произход, номиниран за награда „Еми“. Известен е като гласа на папагала Яго в анимационната поредица „Аладин“.

## Личен живот
Гилбърт Готфрид е роден на 28 февруари 1955 г. в Бруклин, Ню Йорк. В края на 90-те Готфрид се запознава с Дара Кравиц на наградите „Грами“. През 2007 г. двамата се женят. Имат две деца – Макс и Лили Готфрийд.

## Избрана филмография
- Ченгето от Бевърли Хилс II (1987)
- Пакостник (1990)
- Виж кой говори пак (1990)
- Пакостник 2 (1991)
- Аладин (1992)
- Палечка (1994)
- Аладин и завръщането на Джафар (1994)
- Аладин (сериал) (1994)
- Рен и Стимпи (1994)
- Аладин и царят на разбойниците (1995)
- Женени с деца (1995)
- Луд съм по теб (1995)
- Супермен: Анимационният сериал (1997)
- Доктор Дулитъл (1998)
- Тимон и Пумба (1999)
- Кръстници вълшебници (2001)
- Клуб Маус (2001)
- От местопрестъплението (2003)
- Агент Фънки (2004)
- Лемъни Сникет: Поредица от злополучия (2004)
- Най-добрият ми приятел е маймуна (2007)
- Новото училище на императора (2007)
- Семейният тип (2007)
- Хана Монтана (2008)
- Смяна (2008)
- Фермата на Отис (2008)
- Улица Сезам (2008)
- До смърт (2010)
- Костенурките нинджа (2014)
- Който оцелее, ще разказва (2014)
- Екшън Бронсън (2017)
- Justice League Action (2017)
- Развитие в застой (2018)
- Шоуто на Том и Джери (2018)
- Спондж Боб Квадратни гащи (2019)
- Малки титани: В готовност! (2019)
- Лагер Корал: Младежките години на Спондж Боб (2021)